# شيمونيتا
شيمونيتا (باليابانية: 下仁田町) هي بلدية في اليابان، وبلدة في اليابان، تقع في غونما، بلغ عدد سكانها 6,931 نسمة وذلك حسب إحصائيات سنة 2018، تبلغ مساحتها 188.38 كيلومتر مربع.